# Лопес, Ихинио Атилио
Ихи́нио Ати́лио Ло́пес Риве́рос или просто Атилио Лопес (исп. Higinio Atilio López Riveros; 27 февраля 1926, Вильяррика — 14 июля 2016) — парагвайский футболист, выступавший на позиции нападающего.

## Биография
Начал карьеру футболиста в 1943 году в столичном «Гуарани», с которым спустя шесть лет выиграл свой единственный титул чемпиона Парагвая. В начале 1950-х годов в ранге одной из звёзд парагвайского футбола отправился в Колумбию эпохи «Эльдорадо», где выступал за «Боку Хуниорс» из Кали. В 1953 году перешёл в перуанский «Атлетико Чалако», затем ненадолго вернулся в «Гуарани» (во многом для того, чтобы быть на виду у тренерского штаба сборной), а затем уехал в Испанию, где присоединился к мадридскому «Атлетико».
В 1958 году вернулся в Южную Америку — на протяжении трёх лет выступал за эквадорские «Атауальпу» и «Аукас». С последней командой в 1959 году выиграл неофициальный чемпионат Эквадора, не признанный Федерацией футбола страны и ФИФА. Завершал карьеру футболиста на родине — в «Насьонале» и в «Сильвио Петтиросси» (Энкарнасьон).
В составе сборной Парагвая принял участие в чемпионате мира 1950 года. Забил один гол в ворота будущих третьих призёров турнира шведов (2:2). В 1953 году помог «альбиррохе» впервые в истории выиграть чемпионат Южной Америки. Лопес провёл все шесть матчей группового этапа, забив два гола, а также принял участие в «золотом матче» с Бразилией. В нём Атилио забил свой третий мяч на турнире, открыв счёт на 14-й минуте. В результате Парагвай одолел соперников со счётом 3:2 и стал новым чемпионом континента.
По окончании карьеры футболиста работал тренером, возглавлял такие команды, как «Спортиво Лукеньо», «Гуарани» и «Либертад».
В память о Лопесе все матчи ближайшего тура чемпионата Парагвая начались с минуты молчания.

## Достижения
- Чемпион Парагвая (1): 1949
- Чемпион Южной Америки (1): 1953